# 于长敏
于长敏（1951年10月—），中国大陆日语学者，吉林外国语大学日语专业带头人。曾任吉林大学教授、吉林大学外国语学院院长。
吉林大学毕业后留校，后留学日本筑波大学，获硕士学位。

## 主要业绩
- 《日本文化史略》
- 《比较文学与比较文化漫笔》
- 《中日民间故事比较研究》